# Helena Šikolová
Helena Šikolová, född 25 mars 1949, är en tjeckoslovakisk före detta längdskidåkare som tävlade under 1970-talet för Tjeckoslovakien. Šikolovás främsta merit är hennes OS-brons på 5 kilometer vid Sapporo 1972.